# Sandro Rocha
Sandro Rocha (Rio de Janeiro, 30 de maio de 1974) é um ator e empresário brasileiro. Sandro teve grande destaque, ao interpretar o policial corrupto Edivan Rocha nos filmes Tropa de Elite e Tropa de Elite 2: O Inimigo agora É Outro. Foi destaque também como o grande vilão, Cléber, da novela Vidas em Jogo, na Rede Record.

## Biografia
Antes da fama foi palhaço Ronald McDonald por um ano.
A carreira de Sandro Rocha começou quando trabalhava como vendedor em uma empresa multinacional de Fotocópias quando, para obter melhor desenvoltura em sua performance, um amigo recomendou que seria bom que tentasse fazer teatro pois assim iria ajudar no seu ofício. Foi fazer um curso de férias na CAL (Casa das Artes de Laranjeiras)  e desde então, iniciou nas Artes Cênicas.[carece de fontes?]

## Posições políticas
Sandro Rocha é bolsonarista e conspiracionista, sendo um seguidor de Urandir Fernandes de Oliveira.

## Trabalhos na TV

### Telenovelas
| Ano  | Título                   | Personagem                     |
| ---- | ------------------------ | ------------------------------ |
| 1996 | O Rei do Gado            | Marcos                         |
| 1999 | Andando nas Nuvens       | corretor de imóveis            |
| 2001 | A Diarista               | Empresário                     |
| 2004 | Senhora do Destino       | Policial                       |
| 2001 | Sítio do Picapau Amarelo | Comerciante Grego              |
| 2006 | Belíssima                | Renato (Investigador policial) |
| 2007 | Malhação                 | Lucio (Policial)               |
| 2009 | Força-Tarefa             | Capitão Dias                   |
| 2009 | Caminho das Índias       | Oficial de Justiça             |
| 2010 | Passione                 | Julio (Investigador)           |
| 2009 | Cama de Gato             | Xavier                         |
| 2011 | Vidas em Jogo            | Cléber Gomes Pedroso           |
| 2012 | Preamar                  | Tchelo                         |
| 2013 | José do Egito            | Seneb                          |
| 2014 | Pa Pe Pi Po Pu           | Delegado                       |
| 2014 | Milagres de Jesus        | Oficial                        |
| 2015 | Plano Alto               | Aldomar                        |
| 2015 | Os Dez Mandamentos       | Abirão                         |
| 2016 | A Terra Prometida        | Abirão (flashback)             |
| 2017 | Apocalipse               | Henrique Peixoto               |

### Filmes
- 2007 - Tropa de Elite - Sargento Edivan Rocha / Russo[4]
- 2010 - Tropa de Elite 2: O Inimigo agora É Outro - Major Edivan Rocha / Russo[4]
- 2011 - Preamar (HBO) (Tchelo)
- 2013 - Se Puder... Dirija! (Carlos)
- 2014 - Visceral
- 2014 - Rio Eu Te Amo
- 2014 - Dois Homens
- 2015 - O Duelo (Comandante Geir Matos)
- 2015 - Casa Grande (Hilton)
- 2016 - Os Dez Mandamentos - O Filme - Abirão
- 2018 - Visceral O Filme (Martins) (Em Breve)

## Prêmios e indicações
| Ano  | Prêmio                | Categoria               | Indicação     | Resultado | Ref.        |
| ---- | --------------------- | ----------------------- | ------------- | --------- | ----------- |
| 2012 | Prêmio Contigo! de TV | Melhor Ator Coadjuvante | Vidas em Jogo | Indicado  | [ 5 ] [ 6 ] |